# NS 4900
De serie NS 4900 was een serie goederenstoomlocomotieven van de Nederlandse Spoorwegen van 1945 tot 1947. Het waren locs die bij de Deutsche Reichsbahn ingedeeld waren in de serie 50. Het waren de grootste en sterkste stoomlocomotieven die ooit bij de Nederlandse Spoorwegen in dienst zijn geweest. Een aantal locs stond defect en/of met oorlogsschade aan de kant, waarschijnlijk waren er hooguit drie bedrijfsvaardig en die werden vooral gebruikt in het kolenvervoer van Limburg naar het westen. Drie locs van de serie NS 4900 waren zogenaamde Übergangskriegslokomotiven (gemarkeerd met Ük in onderstaande tabel), een sterk vereenvoudigde versie van de serie 50, waaruit later de serie 52 is ontwikkeld.
De inzet/aanwezigheid was van korte duur, want reeds in 1947 gingen zij allen terug naar Duitsland.

## Overzicht
| NS nummer | Fabrikant     | Fabrieksnummer | Bouwjaar | DRB nummer | Afvoer | Opmerkingen                     |
| --------- | ------------- | -------------- | -------- | ---------- | ------ | ------------------------------- |
| 4901      | Henschel      | 26396          | 1942     | 50 1586    | 1965   |                                 |
| 4902      | Jung          | 984            | 1941     | 50 1613    | 1952   | Heeft bij NS geen dienst gedaan |
| 4903      | Krauss-Maffei | 16223          | 1942     | 50 1680 Ük | 1965   |                                 |
| 4904      | DMW Poznań    | 391            | 1942     | 50 1964    | 1953   |                                 |
| 4905      | Ostrowiec     | 425            | 1944     | 50 2662 Ük | 1953   |                                 |
| 4906      | Krupp         | 2612           | 1942     | 50 2447 Ük | 1974   |                                 |